# Collected Works

Collected Works est une compilation des 4 premiers albums de Painkiller (Guts of a Virgin, Buried Secrets, Execution Ground, Live in Osaka) agrémentés de la pièce Marianne, parue sur le label Tzadik. Cette édition reprend les pochettes originales.

## Titres
| No  | Titre                        | Durée |
| --- | ---------------------------- | ----- |
|     | Disc Zero                    |       |
|     | 'Guts of a Virgin'           |       |
| 1.  | Scud Attack                  | 3:07  |
| 2.  | Deadly Obstacle Collage      | 0:21  |
| 3.  | Damage To The Mask           | 2:43  |
| 4.  | Guts Of A Virgin             | 1:19  |
| 5.  | Handjob                      | 0:10  |
| 6.  | Portent                      | 4:00  |
| 7.  | Hostage                      | 2:24  |
| 8.  | Lathe Of God                 | 0:56  |
| 9.  | Dr. Phibes                   | 3:00  |
| 10. | Purgatory Of Fiery Vulvas    | 0:26  |
| 11. | Warhead                      | 1:12  |
| 12. | Devil's Eye                  | 4:37  |
|     | 'Buried Secrets'             |       |
| 13. | Tortured Souls               | 1:52  |
| 14. | One Eyed Pessary             | 1:50  |
| 15. | Trailmarker                  | 0:03  |
| 16. | Blackhole Dub                | 3:29  |
| 17. | Buried Secrets               | 6:13  |
| 18. | The Ladder                   | 0:22  |
| 19. | Executioner                  | 2:48  |
| 20. | Black Chamber                | 2:28  |
| 21. | Skinned                      | 0:54  |
| 22. | The Toll                     | 6:25  |
|     | 'Bonus'                      |       |
| 23. | Marianne                     | 7:50  |
|     | Disc one                     |       |
| 1.  | Parish of Tama (Ossuary Dub) | 16:05 |
| 2.  | Morning of Balachaturdasi    | 14:45 |
| 3.  | Pashupatinath                | 13:47 |
|     | Disc two                     |       |
| 1.  | Pashupatinath Ambient        | 20:00 |
| 2.  | Parish of Tama Ambient       | 19:19 |
|     | Disc three                   |       |
| 1.  | Gandhamadana                 | 12:58 |
| 2.  | Vaiduryai                    | 8:58  |
| 3.  | Satapitaka                   | 11:15 |
| 4.  | Bodkyithangga                | 13:04 |
|     | 'John and Eye duo encore'    |       |
| 5.  | Black Bile                   | 1:45  |
| 6.  | Yellow Bile                  | 0:58  |
| 7.  | Blue Bile                    | 2:40  |
| 8.  | Crimson Bile                 | 1:46  |
| 9.  | Ivory Bile                   | 1:26  |

## Personnel
- Mike Harris - batterie, voix
- Bill Laswell - basse, échantilloneur
- John Zorn - saxophone alto, voix

Invité :
- Justin Broadrick – guitare, boîte à rythmes, voix (Disc Zero 17, 22)
- G.C. Green – basse (Disc Zero 17, 22)
- Makigami Koichi - voix (Marianne)
- Haino Keiji - guitare (Marianne)
- Yamatsuka Eye - voix (Disc Three)